# Kombiterminal

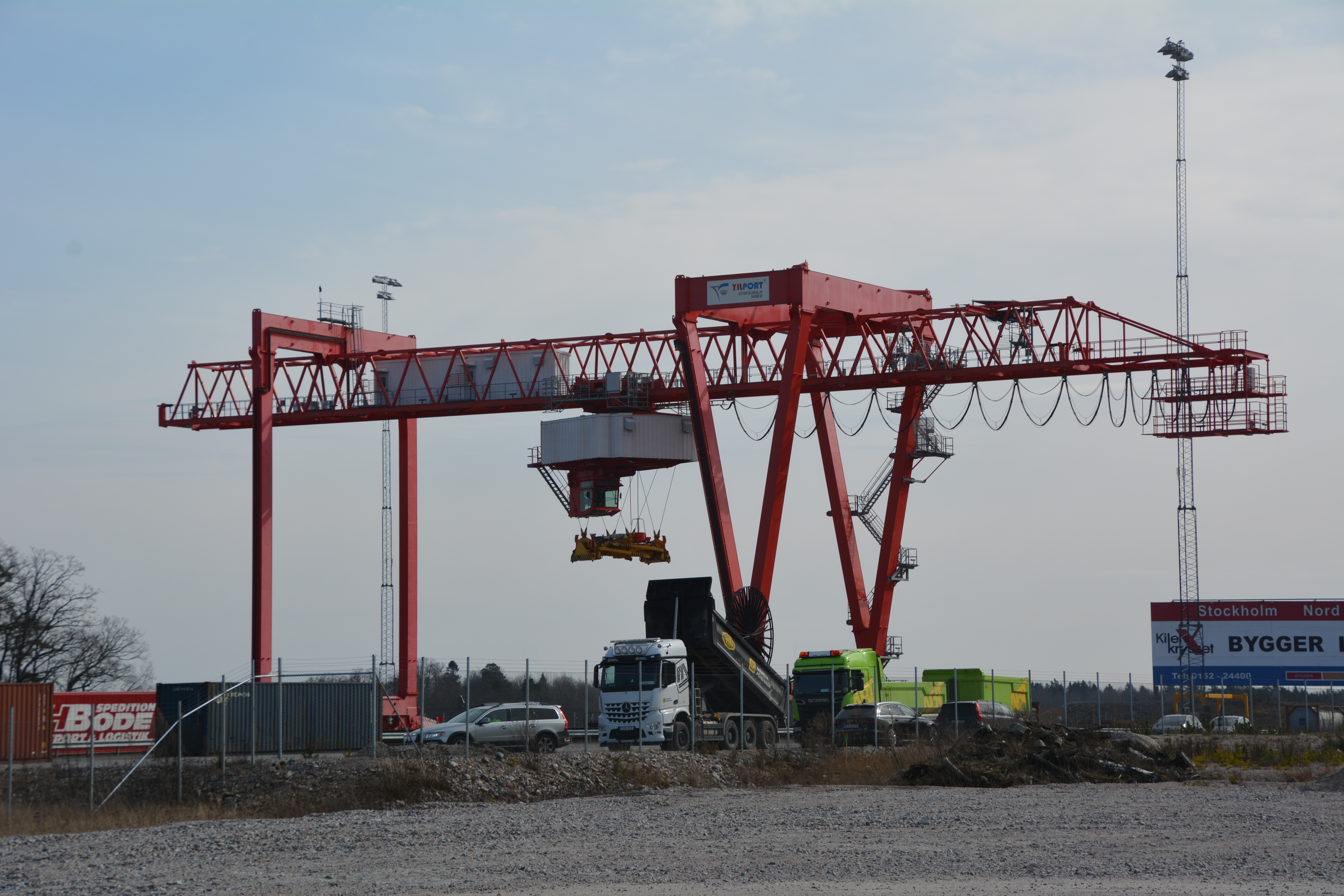
Kombiterminal Stockholm Nord i Rosersberg

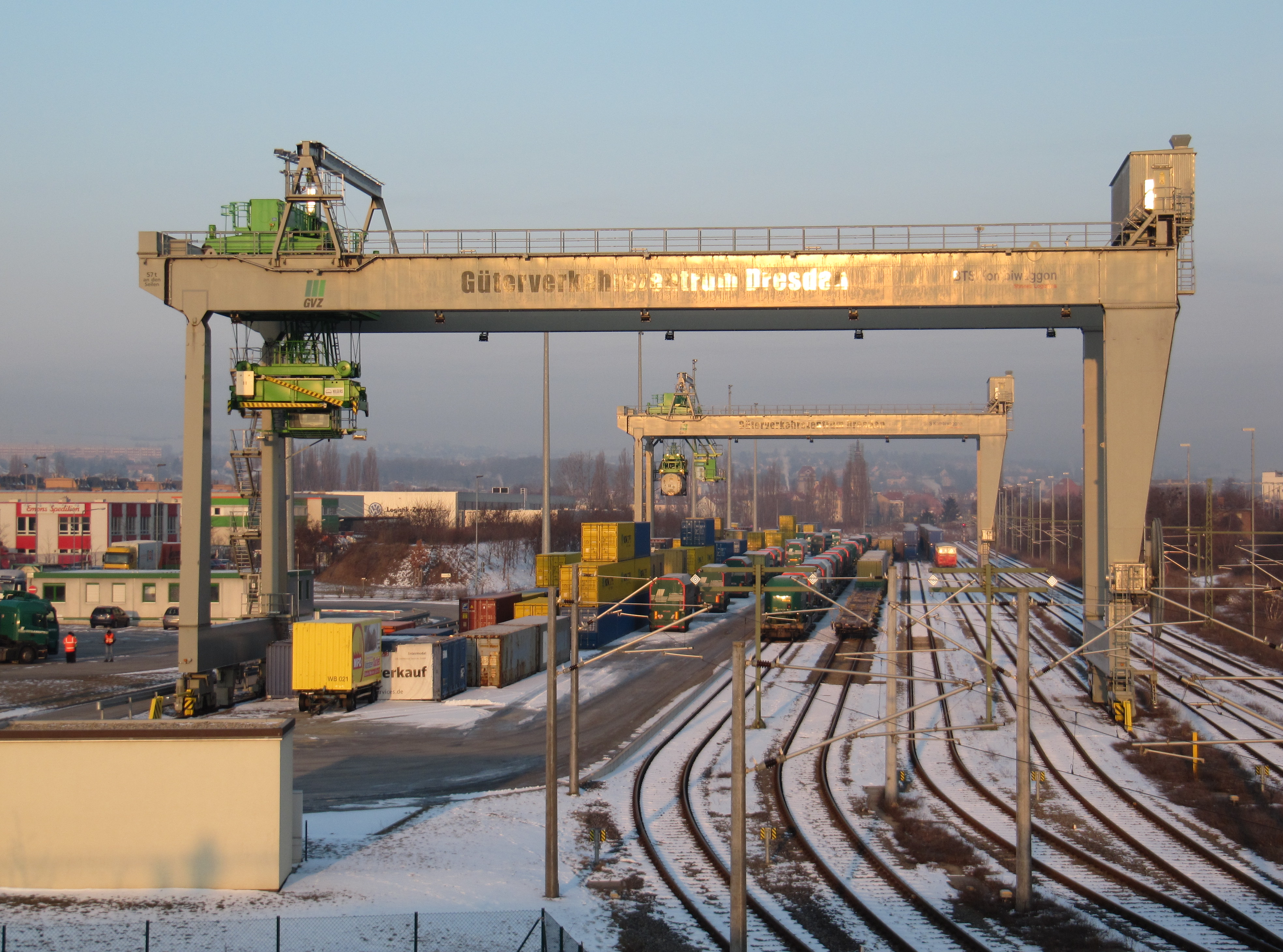
Güterverkehrszentrum Dresden vid Bahnhof Dresden-Friedrichstadt

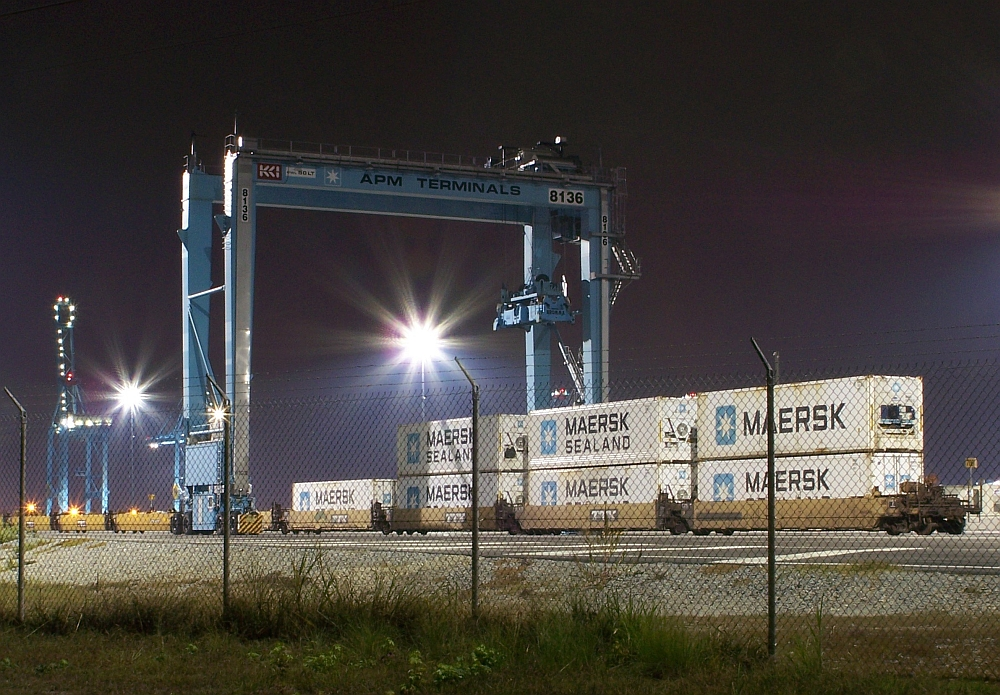
Omlastning mellan fartyg och tåg i Portsmouth i Virginia i USA

Kombiterminal är en terminal där olika lastbärare byter transportsätt utan att själva godset berörs, så kallade intermodala transporter.
Vanligen avses med kombiterminal en speciell järnvägsstation, där omlastning av containrar, växelflak, semitrailers och kassetter sker mellan järnvägsvagnar, fartyg och lastbilar.

## Kombiterminaler i Sverige
Statliga Jernhusen äger det största antalet kombiterminaler i Sverige: Stockholm Årsta kombiterminal, Västerås, Nässjö, Helsingborg, Eskilstuna Kombiterminal och Malmö. 
 Flertalet av dess drivs av utomstående operatörer. Andra kombiterminaler finns i bland andra Rosersberg (Kombiterminal Stockholm Nord), Hallsberg, Gävle, och Umeå (Nordic Logistic Center) och Trelleborg.
Landets största kombiterminal finns i Nässjö. År 2013 hade Nässjö Kombiterminal en årsvolym på 90 000 TEU, tätt följd av Gävle hamn (Kombiterminal Fredriksskans) på 80 000 TEU och Eskilstuna Kombiterminal på 77 200 TEU. 
Ibland användes även kombiterminal för en järnvägsstation i anslutning till en containerhamn, till exempel i Trelleborg, Helsingborg, Varberg, Göteborg (Arken kombiterminal) och Oxelösund.
Det finns även mindre intermodala omlastningsplatser, bestående av ett enkelt stickspår där en lastbilsförare kan lasta eller lossa själv. År 2008 fanns 40 sådana, men de förväntas bli minst 100 för att med nya kunder öka marknadsandelen.